# Lago Júnior
Lago Júnior Wakalible (Abidjan, 31 dicembre 1990) è un calciatore ivoriano, attaccante del Lugo.

## Caratteristiche tecniche
È un'ala sinistra.

## Carriera

### Club
Approda in Europa il 31 gennaio 2009 firmando per gli spagnoli del Numancia. Esordisce il 18 aprile seguente disputando l'incontro di Primera División perso 3-0 contro l'Atlético Madrid.

### Nazionale
Nel 2020 ha esordito nella nazionale ivoriana; in precedenza aveva giocato anche nella nazionale Under-23.

## Statistiche

### Presenze e reti nei club
Statistiche aggiornate al 7 febbraio 2023.
| Stagione         | Squadra          | Campionato       | Campionato | Campionato | Coppe nazionali | Coppe nazionali | Coppe nazionali | Coppe continentali | Coppe continentali | Coppe continentali | Altre coppe | Altre coppe | Altre coppe | Totale | Totale | Totale |
| Stagione         | Squadra          | Comp             | Pres       | Reti       | Comp            | Pres            | Reti            | Comp               | Pres               | Reti               | Comp        | Pres        | Reti        | Pres   | Reti   |        |
| ---------------- | ---------------- | ---------------- | ---------- | ---------- | --------------- | --------------- | --------------- | ------------------ | ------------------ | ------------------ | ----------- | ----------- | ----------- | ------ | ------ | ------ |
| gen.-giu. 2009   | Numancia         | PD               | 5          | 0          | CR              | 0               | 0               |                    | -                  | -                  |             | -           | -           | 5      | 0      |        |
| 2009-2010        | Numancia         | SD               | 22         | 3          | CR              | 0               | 0               |                    | -                  | -                  |             | -           | -           | 22     | 3      |        |
| 2010-2011        | Eibar            | SDB              | 36         | 9          | CR              | 0               | 0               |                    | -                  | -                  |             | -           | -           | 36     | 9      |        |
| 2011-2012        | Numancia         | SD               | 26         | 2          | CR              | 0               | 0               |                    | -                  | -                  |             | -           | -           | 26     | 2      |        |
| 2012-2013        | Numancia         | SD               | 15         | 1          | CR              | 1               | 0               |                    | -                  | -                  |             | -           | -           | 16     | 1      |        |
| Totale Numancia  | Totale Numancia  | Totale Numancia  | 68         | 6          |                 | 1               | 0               |                    | -                  | -                  |             | -           | -           | 69     | 6      |        |
| 2013-2014        | Gimnàstic        | SDB              | 42         | 12         | CR              | 4               | 0               |                    | -                  | -                  |             | -           | -           | 46     | 12     |        |
| 2014-2015        | Gimnàstic        | SDB              | 39         | 5          | CR              | 1               | 0               |                    | -                  | -                  |             | -           | -           | 40     | 5      |        |
| Totale Gimnastic | Totale Gimnastic | Totale Gimnastic | 81         | 17         |                 | 5               | 0               |                    | -                  | -                  |             | -           | -           | 86     | 17     |        |
| 2015-gen. 2016   | Mirandés         | SD               | 22         | 7          | CR              | 5               | 2               |                    | -                  | -                  |             | -           | -           | 27     | 9      |        |
| gen.giu. 2016    | Maiorca          | SD               | 20         | 3          | CR              | 0               | 0               |                    | -                  | -                  |             | -           | -           | 20     | 3      |        |
| 2016-2017        | Maiorca          | SD               | 40         | 6          | CR              | 0               | 0               |                    | -                  | -                  |             | -           | -           | 40     | 6      |        |
| 2017-2018        | Maiorca          | SDB              | 30         | 8          | CR              | 0               | 0               |                    | -                  | -                  |             | -           | -           | 30     | 8      |        |
| 2018-2019        | Maiorca          | SD               | 44         | 11         | CR              | 0               | 0               |                    | -                  | -                  |             | -           | -           | 44     | 11     |        |
| 2019-2020        | Maiorca          | PD               | 35         | 4          | CR              | 0               | 0               |                    | -                  | -                  |             | -           | -           | 35     | 4      |        |
| 2020-2021        | Maiorca          | SD               | 23         | 4          | CR              | 2               | 0               |                    | -                  | -                  |             | -           | -           | 25     | 4      |        |
| 2021-gen.2022    | Maiorca          | PD               | 6          | 0          | CR              | 0               | 0               |                    | -                  | -                  |             | -           | -           | 6      | 0      |        |
| gen.-giu. 2022   | Huesca           | SD               | 13         | 0          | CR              | 0               | 0               |                    | -                  | -                  |             | -           | -           | 13     | 0      |        |
| 2022-gen.2023    | Maiorca          | PD               | 5          | 0          | CR              | 1               | 0               |                    | -                  | -                  |             | -           | -           | 6      | 0      |        |
| Totale Maiorca   | Totale Maiorca   | Totale Maiorca   | 203        | 36         |                 | 3               | 0               |                    | -                  | -                  |             | -           | -           | 206    | 36     |        |
| gen.-giu. 2023   | Malaga           | SD               | 4          | 1          | CR              | 0               | 0               |                    | -                  | -                  |             | -           | -           | 4      | 1      |        |
| Totale carriera  | Totale carriera  | Totale carriera  | 427        | 76         |                 | 14              | 2               |                    | -                  | -                  |             | -           | -           | 441    | 78     |        |

## Palmarès
- Segunda División B: 1

Maiorca: 2017-2018